# Енн Патчетт
Енн Патчетт (англ. Ann Patchett) — американська письменниця. Лауреатка премії Американської літературної премії ПЕН/Фолкнер та Жіночої літературної премії 2002 року за роман «Бельканто». Серед інших творів письменниці: «Святий покровитель брехунів» (1992), «Тафт» (1994), «Асистент Мага» (1997), «Біг» (2007), «Передчуття дива» (2011), «Співдружність»(2016) та «Голландський дім» (2019), який став фіналістом Пулітцерівської премії за художню книгу 2020 року.

## Біографія
Народилася 2 грудня 1963 року в Лос-Анджелесі, США, у сім'ї Френка Патчетта, капітана поліції, та Джейн Рей, медсестри, яка згодом стала письменницею. Молодша з двох дочок. Коли Енн виповнилося шість років, її батьки розлучилися, а матір вдруге вийшла заміж і забрала їх до Нашвілла, штат Теннессі. Навчалася в Академії святого Бернарда, приватній католицькій школі для дівчаток під керівництвом Сестер милосердя. Закінчивши школу, вступила до Коледжу ім. Сари Лоуренс. Згодом також відвідувала курси письменницької майстерності при Університеті Айови та Центр вишуканих мистецтв у Провінстауні, Массачусетс, де Енн написала свою дебютну книгу — «Святий покровитель брехунів».
У листопаді 2011 року разом із Карен Гейз заснувала і відкрила книгарню «Парнасус Букс». 2012 року Патчетт увійша до списку ста найвпливовіших людей світу за версією журналу «Тайм».
Нині мешкає у Нашвелі, разом зі своїм чоловіком Карлом ВанДевендером.

## Творчість
Свій перший твір Патчетт опублікувала на сторінках літературного журналу «Періс Рев'ю», оповідання вийшло ще до того, як вона закінчила навчання у коледжі.
Протягом дев'яти років, Патчетт працювала в журналі «Севентін», де писала переважно нехудожні тексти, але до друку доходила лише одна з п'яти написаних нею статей. Крім того, Патчетт співпрацювала з такими виданнями: «Нью-Йоркер», «Нью-йорк таймс меґазін», «Вашингтон пост», «О», «Орфен меґазін», «Елль», «Джентльменський щоквартальник», «Гурман» та «Вог».
1992 року опублікувала роман «Святий покровитель брехунів», однойменна екранізація якого вийшла у 1998 році. Серед інших творів письменниці: «Тафт» (1994), «Асистент Мага» (1997), «Біг» (2007), «Передчуття дива» (2011), «Співдружність»(2016) та «Датч-хаус» (2019), який став фіналістом Пулітцерівської премії за художню книгу 2020 року. У 2023 році було видано роман «Том Лейк».

## Переклади українською
- Енн Патчетт. Співдружність. — Х. : КСД, 2017. — 352 с. — ISBN 978-617-12-4111-4.
- Енн Петчетт. Голландський дім / пер. з анг. Юлії Шекет. — К. : Artbooks, 2024. — 368 с. — ISBN 978-617-523-269-9.